# فريدريك ألبرت وينسور
فريدريك ألبرت وينسور (بالألمانية: Friedrich Albrecht Winzer)‏ هو مهندس ومخترِع ألماني، ولد في 1763 في مدينة براونشفايغ في ألمانيا، وتوفي في 11 مايو 1830 في باريس في فرنسا.